# Einar Carl Hille
Einar Carl Hille (Nova Iorque, 28 de junho de 1894 — La Jolla, 12 de fevereiro de 1980) foi um matemático estadunidense.
Seus principais trabalhos foram sobre equações integrais, equações diferenciais, funções especiais, séries de Dirichlet e séries de Fourier. Mais tarde em sua carreira seu interesse foi crescentemente voltado à análise funcional.
Seu nome é perenizado no teorema de Hille-Yosida.
Casou com Kirsti Hille, irmã do matemático Øystein Ore, com que teve dois filhos, Harald e Bertil Hille.